# 趙謙 (後燕)
趙 謙（ちょう けん、生没年不詳）は、五胡十六国時代の後燕の人物。太原郡の出身。

## 生涯
前秦の冠軍将軍慕容垂の子の慕容農に仕え、参軍に任じられていた。
384年1月、燕復興の動きを見せた慕容農に対し、前秦の驍騎将軍石越が討伐にやってきた。趙謙は「石越軍は武器防具は精巧であっても兵の士気は低く、破るのは容易く、速戦すべきです」と慕容農に進言した。慕容農は今戦わず、夕暮れに攻撃すると答え、趙謙の進言を容れなかった。慕容農軍は夕暮れに石越軍を攻め、これを大破した。
これ以後の事績は、史書に記されていない。